# Trachis

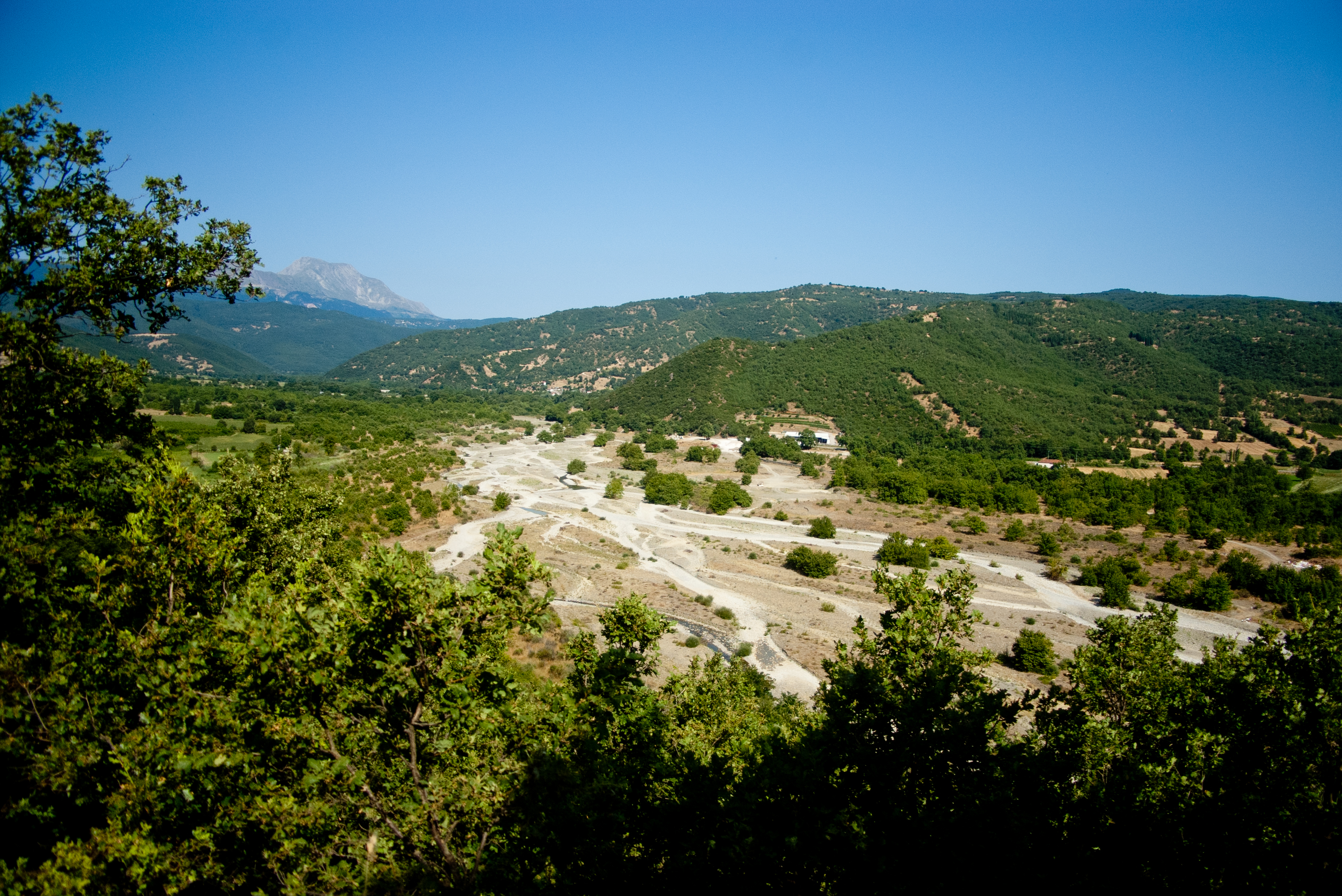
Le fleuve Sperchios, près de Trachis.

Trachis (en grec ancien : Τραχίς) est un dème de Grèce antique, au sud du fleuve Sperchios, peuplée par les Maliens.

## Mythologie
Dans la mythologie grecque, c'est là que demeurait Déjanire, femme d'Héraclès. Celui-ci y revêtit la fatale tunique de Nessus. Une tragédie de Sophocle, qui représente la mort d'Héraclès, est intitulée Les Trachiniennes. Dans l’Iliade, Trachis est mentionnée dans le Catalogue des vaisseaux parmi les villes qui envoient des troupes contre Troie sous la direction du héros Achille.

## Histoire
La principale ville du dème de Trachis était aussi dénommée Trachis ; elle fut renommée en -426 Héraclée de Trachis (en latin Heraclea Trachinia). Elle était située à l'ouest des Thermopyles, et juste au sud du golfe maliaque.
Éphialtès, fils d'Eurydémos, qui trahit les Grecs à la bataille des Thermopyles était originaire de Trachis.
Au IIe siècle, Trachis est évoquée par Pausanias le Périégète.